# Преторій

Схема римського табору. Преторій позначено червоним

Прето́рій або прето́ріум (лат. praetorium)— місце в римському таборі, де перебував полководець. У Римській імперії цим терміном називали штаб імператорської гвардії, адміністративну будівлю, центральну площу.
В епоху Полібія (середина II ст. до н. е.) це був квадрат, сторона якого дорівнювала 200 футів; він позначався при плануванні білим значком (vexillum). Перед преторієм знаходилась головна площа (forum або principium). Пізніше преторієм стали називати резиденції правителів римських провінцій, у них розташовувалася резиденція префекта столиці (praefectus iure dicundo), приміщення провінційної адміністрації, суд, іноді казарми і в'язниці.

## У Новому Завіті
У Євангелії преторієм називається місце, куди Ісуса Христа відвели після суду Пілата: «Вояки ж повели його до середини двору, себто в преторій», або місце, де Пілат допитував Ісуса. Єрусалимський преторій був тимчасовою резиденцією римських намісників у Юдеї протягом їхнього перебування в Єрусалимі з приводу щорічного свята Великодня. Його точне місце розташування невідоме. Постійною резиденцією римських намісників служив палац у Кесарії Палестинській, побудований Іродом Великим. Саме про нього мовиться в книзі Діянь Апостолів, де розповідається, що апостол Павло був взятий під варту в «Іродовому преторії». У Посланні до Филип'ян апостол Павло також згадує, що «в усій преторії та всім іншим стали відомі кайдани мої за Христа». Залежно від того, звідки писав Павло, його слова могли стосуватися казарм преторіанських військ у Римі, Ефесі або Кесарії, але не виключено, що йдеться про Палатинський палац імператора.